# Blastesthia
Blastesthia är ett släkte av fjärilar. Blastesthia ingår i familjen vecklare.
Kladogram enligt Catalogue of Life:
| Blastesthia | \| \| Blastesthia fulvimitrana \| \| \| \| \| \| Blastesthia mughiana \| \| \| \| \| \| Blastesthia mulsantiana \| \| \| \| \| \| Blastesthia posticana \| \| \| \| \| \| Blastesthia turionana \| \| \| \| \| \| Blastesthia turionella \| \| \| \| |
|             | \| \| Blastesthia fulvimitrana \| \| \| \| \| \| Blastesthia mughiana \| \| \| \| \| \| Blastesthia mulsantiana \| \| \| \| \| \| Blastesthia posticana \| \| \| \| \| \| Blastesthia turionana \| \| \| \| \| \| Blastesthia turionella \| \| \| \| |
|             | Blastesthia fulvimitrana |
|             | |
|             | Blastesthia mughiana |
|             | |
|             | Blastesthia mulsantiana |
|             | |
|             | Blastesthia posticana |
|             | |
|             | Blastesthia turionana |
|             | |
|             | Blastesthia turionella |
|             | |